# Luigi Cerioli
Fra Luigi Cerioli (Ombriano, 1763 – Roma, 1816) è stato un pittore italiano.

## Biografia
Nato da modesta famiglia contadina, esercitò fin da fanciullo il mestiere di muratore, ma dimostrando notevole interesse e inclinazione per il disegno: si narra infatti che lavorando alla ricostruzione della chiesa di Sant'Antonio Abate a Crema, prese a eseguire un disegno con del carbone su una parete; notato dal vescovo Marcantonio Lombardi, ne ottenne protezione economica per trasferirsi a Roma per lo studio della pittura. Là fu ospitato dai Padri Cappuccini, frequentò la scuola di pittura di Pompeo Batoni, divenne apprezzato ritrattista e si iscrisse egli stesso tra i laici della Congregazione religiosa del Beato Matteo da Bascio. Con la soppressione degli ordini religiosi tornò a Crema, dove entrò in stretti rapporti con il collezionista Luigi Tadini. Riaperto nel 1815 il convento dei Cappuccini, tornò a Roma, dove morì l'anno successivo. Fu conoscente del Canova, che pare lo abbia omaggiato ritraendolo nei panni di Enea.

## Produzione pittorica
Il Cerioli lasciò dipinti nella parrocchiale di Ombriano (una Via Crucis, San Francesco da Paola e San Rocco) e nella raccolta d'arte dell'Ospedale Maggiore di Crema. La Galleria dell'Accademia Tadini di Lovere conserva un ciclo di sue opere raffiguranti momenti della vita di Bernardo da Offida e un Ritratto del conte Luigi Tadini.
Quest'ultimo dipinto, in cui la personalità complessa del Tadini è resa grazie al forte uso del chiaroscuro, è considerato dall'Alpini l'unico suo ritratto a mostrare apprezzabili qualità artistiche, in una produzione «talvolta troppo austera nei colori e limitata nell'invenzione, cioè spesso di valenza quasi esclusivamente documentaria».